# Унион (футбольный клуб, Санта-Фе)
«Унио́н» (полное название — исп. Club Atlético Unión de Santa Fe, испанское произношение: [uˈnjon de santa ˈfe]) — аргентинский спортивный клуб из города Санта-Фе. Наиболее известен своей футбольной командой.
В клубе также культивируются такие виды спорта, как фехтование, баскетбол, хоккей на траве, петанк, волейбол, поло, карате, плавание, крикет, софтбол. 51 % жителей Санта-Фе болеют за этот клуб.

## История
«Унион» был основан 15 апреля 1907 года. В 1940 году клуб стал членом Ассоциации футбола Аргентины. В 1965 году «Унион» впервые пробился в элиту аргентинского футбола. В 1979 году в чемпионате Насьональ команда добилась своего лучшего результата в истории, заняв второе место. В двух финальных матчах команда из Санта-Фе дважды сыграла с «Ривер Плейтом», и уступила только из-за пропущенного дома гола (1:1; в Буэнос-Айресе счёт был 0:0).
Команда неоднократно покидала и возвращалась в Примеру. С 2014 года постоянно играет в элите аргентинского футбола. В 2019 году «Унион» дебютировал на международной арене, приняв участие в розыгрыше Южноамериканского кубка.
Главным соперником «Униона» является ещё один клуб из Санта-Фе, «Колон».

## Достижения
- Вице-чемпионы Аргентины (1): 1979 (Насьональ)
- Чемпионы Второго дивизиона Аргентины (1): 1966